# District hui de Chanhe
Le district hui de Chanhe (chinois : 瀍河回族区 ; pinyin : Chánhé huízú qū) est une subdivision administrative de la province du Henan en Chine. Il est placé sous la juridiction de la ville-préfecture de Luoyang.